# Луций Карминий Лузитаник
Луций Карминий Лузитаник (лат. Lucius Carminius Lusitanicus) — римский политический деятель второй половины I века.
Его отцом был консул-суффект 51 года Луций Кальвенций Вет Карминий, а братом — консул-суффект 83 года Секст Карминий Вет. Свой когномен Луций получил из-за того, что его отец служил наместником провинции Лузитания. С сентября по октябрь 81 года Лузитаник занимал должность консула-суффекта.